# 香港2020年度授勳及嘉獎名單
香港2020年授勳名單於2020年10月1日於憲報刊登，共687人獲得特區政府行政長官頒授勛銜及作出嘉獎，頒授典禮於11月14日起一連三日在禮賓府閉門舉行。

## 授勳及嘉獎名單

### 大紫荊勳章
- 梁君彥議員，大紫荊勳賢，GBS，MBE，JP
- 陳智思議員，大紫荊勳賢，GBS，JP
- 陳東博士，大紫荊勳賢，GBS，JP
- 許榮茂先生，大紫荊勳賢，GBS，JP

### 金紫荊星章
- 盧偉聰先生，GBS，PDSM，JP
- 紀立信法官，GBS
- 馬逢國議員，GBS，JP
- 劉嫣華女士，GBS，JP
- 謝曼怡女士，GBS，JP
- 周達明先生，GBS，JP
- 黎以德先生，GBS，JP
- 唐智強先生，GBS，JP
- 陳婉嫻女士，GBS，JP
- 彭長緯先生，GBS，JP
- 譚錦球博士，GBS，JP
- 王冬勝先生，GBS，JP
- 劉怡翔先生，GBS，JP
- 龔俊龍先生，GBS，JP
- 吳換炎先生，GBS，MH，JP

### 金英勇勳章
- 吳詠敏女士（追授），MBG
- 黃焯梆先生（追授），MBG
- 鄭澤然先生，MBG
- 黎志恆先生（追授），MBG

### 銀紫荊星章
- 包華禮法官，SBS
- 吳宏斌博士，SBS，MH
- 黃權輝先生，SBS，JP
- 李建日先生，SBS，FSDSM，FSMSM
- 李天柱先生，SBS
- 江達可博士，SBS，JP
- 陳黃麗娟博士，SBS，MH，JP
- 劉掌珠女士，SBS，JP
- 梁栢賢醫生，SBS，JP
- 何超瓊女士，SBS，JP
- 陳紅天博士，SBS，JP
- 陳愛菁女士，SBS，JP
- 歐達禮先生，SBS，JP
- 譚允芝女士，SBS，JP
- 蘇長榮先生，SBS，JP
- 李翠莎博士，SBS
- 胡偉民博士，SBS
- 岑智明先生，SBS
- 李小加先生，SBS
- 祈連活博士，SBS
- 梵志登先生，SBS
- 莊綺珊女士，SBS

### 銀英勇勳章
- 朱奇峰先生，MBS
- 凌家威先生，MBS
- 梁日輝先生，MBS
- 梁兆祥先生，MBS
- 梁鎮賢先生，MBS
- 劉達銘先生，MBS
- 鄧廣坤先生，MBS

### 紀律部隊及廉政公署卓越獎章
香港警察卓越獎章
- 袁旭健先生，PDSM
- 張靜女士，PDSM
- 蔡展鵬先生，PDSM
- 黎德禮先生，PDSM

香港消防事務卓越獎章
- 徐文良先生，FSDSM
- 廖泰堯先生，FSDSM

香港入境事務卓越獎章
- 區嘉宏先生，IDSM
- 馮伯豪先生，IDSM

香港海關卓越獎章
- 李漢文先生，CDSM

香港懲教事務卓越獎章
- 李兆佳先生，CSDSM

政府飛行服務隊卓越獎章
- 陳偉強工程師，GDSM

香港廉政公署卓越獎章
- 徐文慧女士，IDS
- 陳潔雲女士，IDS
- 關儀蘭女士，IDS

### 銅紫荊星章
- 彭韻僖女士，BBS，MH，JP
- 于健安先生，BBS，JP
- 林文輝先生，BBS，JP
- 施清流先生，BBS，JP
- 查逸超教授，BBS，JP
- 徐莉女士，BBS，JP
- 馬清楠先生，BBS，JP
- 區偉光先生，BBS，JP
- 梁永鏗教授，BBS，JP
- 陳南坡先生，BBS，JP
- 陳家殷先生，BBS，JP
- 黃邱慧清女士，BBS，JP
- 黃國先生，BBS，JP
- 黃錦沛先生，BBS，JP
- 廖漢輝博士，BBS，JP
- 趙國傑先生，BBS，JP
- 劉智鵬教授，BBS，JP
- 鄧家彪先生，BBS，JP
- 羅詠詩女士，BBS，JP
- 何漢權先生，BBS，MH
- 張仁康工程師，BBS，MH
- 楊子熙先生，BBS，MH
- 朱鼎健博士，BBS
- 何安達先生，BBS
- 李惠莉博士，BBS
- 梁建華先生，BBS
- 梁潤芝女士，BBS
- 莫海濤先生，BBS
- 陳百祥先生，BBS
- 陳鳳群女士，BBS
- 麥嘉為工程師，BBS
- 黃文仔先生，BBS
- 黃麗冰女士，BBS
- 葉鳯瓊女士，BBS
- 蔡榮星博士，BBS
- 盧毓琳教授，BBS
- 賴漢忠先生，BBS
- 霍炳林先生，BBS
- 鄺月心女士，BBS
- 羅凱栢先生，BBS

### 銅英勇勳章
- 文冠新先生，MBB
- 胡瑞傑先生，MBB
- 韋子彥先生，MBB
- 馬啟安先生，MBB
- 張歷恆先生，MBB
- 梁啟業先生，MBB
- 曾志安先生，MBB
- 黃家倫先生，MBB

### 紀律部隊及廉政公署榮譽獎章
香港警察榮譽獎章
- 王身樂先生，PMSM
- 王信誠先生，PMSM
- 江漢清先生，PMSM
- 吳小毛先生，PMSM
- 李文斌先生，PMSM
- 李桂華先生，PMSM
- 李偉文先生，PMSM
- 林志偉先生，PMSM
- 張展佳先生，PMSM
- 張華君女士，PMSM
- 陳永安先生，PMSM
- 陳伯祥先生，PMSM
- 陳偉基先生，PMSM
- 陳國基先生，PMSM
- 陳逸詩女士，PMSM
- 麥炳康先生，PMSM
- 董潤強先生，PMSM
- 廖政達先生，PMSM
- 薛偉明先生，PMSM
- 鍾志明先生，PMSM
- 譚美香女士，PMSM

香港消防事務榮譽獎章
- 利瑞清女士，FSMSM
- 陳德良先生，FSMSM
- 陳錦翔先生，FSMSM
- 黃壁安先生，FSMSM
- 趙偉乾先生，FSMSM
- 鄭祺龍先生，FSMSM
- 戴其偉先生，FSMSM
- 蘇智華先生，FSMSM

香港入境事務榮譽獎章
- 王少蓮女士，IMSM
- 梁建鴻先生，IMSM
- 單尚武先生，IMSM
- 趙偉富先生，IMSM
- 譚熾成先生，IMSM

香港海關榮譽獎章
- 方永佳先生，CMSM
- 王卓然先生，CMSM
- 李國強先生，CMSM
- 陳志榮先生，CMSM
- 關建強先生，CMSM

香港懲教事務榮譽獎章
- 孫寶林先生，CSMSM
- 梁榮華先生，CSMSM
- 覃仲偉先生，CSMSM
- 鍾慕怡女士，CSMSM

政府飛行服務隊榮譽獎章
- 王俊邦機長，MBB，GMSM

香港廉政公署榮譽獎章
- 江炎坤先生，IMS
- 區均龍先生，IMS
- 梁淑麗女士，IMS

### 榮譽勳章
- 符展成先生，MH，JP
- 路沛翹先生，MH，JP
- 孔昭華先生，MH
- 温和達先生，MH
- 葛兆源先生，MH
- 何少平先生，MH
- 余倩雯女士，MH
- 李少榕先生，MH
- 張恒輝先生，MH
- 鄧樹榮先生，MH
- 關祺先生，MH
- 顧家彥先生，MH
- 方仲倫先生，MH
- 王敏珠女士，MH
- 王賢訊先生，MH
- 司徒耀煒博士，MH
- 朱浩賢先生，MH
- 朱麗玲女士，MH
- 余敏先生，MH
- 吳錦青先生，MH
- 李世榮先生，MH
- 李志偉船長，MH
- 李華光先生，MH
- 杜惠儀女士，MH
- 周樹箐先生，MH
- 邱玉麟先生，MH
- 胡健民先生，MH
- 凌志強先生，MH
- 唐賡堯先生，MH
- 孫耀達先生，MH
- 徐海山先生，MH
- 袁家達先生，MH
- 馬澤華先生，MH
- 區偉成先生，MH
- 崔世昌先生，MH
- 張木林先生，MH
- 張益麟先生，MH
- 梁子穎先生，MH
- 梁芳遠女士，MH
- 莊元苳先生，MH
- 莊毅強先生，MH
- 莫靜璇女士，MH
- 陳天明先生，MH
- 陳世光先生，MH
- 陳家偉先生，MH
- 陳國民博士，MH
- 陳敏娟女士，MH
- 陳國偉先生，MH
- 陳景華工程師，MH
- 陳進程先生，MH
- 陳鄧源先生，MH
- 麥錦輝先生，MH
- 彭穎生先生，MH
- 曾詠屏女士，MH
- 馮仕耕先生，MH
- 馮權國先生，MH
- 黃振聲先生，MH
- 黃廣揚先生，MH
- 黃輝成先生，MH
- 楊小玲博士，MH
- 楊健忠先生，MH
- 葉長清先生，MH
- 葛儀文先生，MH
- 劉志成博士，MH
- 劉愛詩女士，MH
- 鄧賀年先生，MH
- 鄧麗華醫生，MH
- 鄭敬凱博士，MH
- 盧忠耀先生，MH
- 盧潤森先生，MH
- 謝俊明先生，MH
- 簡兆祺先生，MH
- 藍義方先生，MH
- 鄺官穩先生，MH
- 魏海鷹先生，MH
- 關秀玲女士，MH
- 龐朝輝醫生，MH
- 蘇炳輝先生，MH

### 行政長官社區服務獎狀
- Dr Anabella LEVIN-FRERIS
- 譚肇卓先生
- 丁煌先生
- 方奕展先生
- 王大治先生
- 王志鍾先生
- 甘文鋒先生
- 何主平先生
- 何毅淦先生
- 何耀明先生
- 余維俊先生
- 吳丹女士
- 吳亞瑛女士
- 李林慕琼女士
- 李垂音女士
- 李德歡先生
- 李鎮強先生
- 冼家星先生
- 林其龍先生
- 林家榮先生
- 林振風先生
- 林婉濱女士
- 林廣輝先生
- 侯耀忠先生
- 孫燕華女士
- 馬義實先生
- 高松傑先生
- 張仲勉先生
- 張志剛先生
- 張志祥先生
- 梁鳳群女士
- 莫君逸先生
- 許世昌先生
- 連棹鋒先生
- 郭永恒先生
- 郭凌雲女士
- 陳巧莉女士
- 陳延山女士
- 陳炳祥博士
- 陳美燕女士
- 陳振中先生
- 陳燦明先生
- 陳藹怡女士
- 喬慧儀女士
- 曾玉安先生
- 曾志滔先生
- 曾勁聰先生
- 曾潔貞女士
- 馮沛賢先生
- 黃健文先生
- 黃培清先生
- 黃頌行先生
- 楊秉江先生
- 葉蔚林先生
- 葉鴻輝先生
- 雷永昌醫生
- 劉德祥先生
- 劉麗嫦女士
- 蔡捷成先生
- 鄧焯謙先生
- 鄭帶勝先生
- 蕭景洋先生
- 謝飛翔先生
- 謝幹平先生
- 鍾志樂先生
- 羅正杰先生
- 羅成煥先生
- 譚美普女士
- 譚國亮先生
- 蘇志強先生
- Dr Andrew Francis FRERIS
- Mr Kisan RAI

下列嘉獎人士在應對2019冠狀病毒病疫情的工作方面，貢獻良多，特頒獎狀，以示嘉勉：
- 李詠儀女士，PMSM
- 許偉明先生，CMSM
- 陳振威先生，CMSM
- 曾德賢醫生
- 方培城先生
- 伍境康先生
- 朱克剛先生
- 何倩雯女士
- 何曉輝醫生
- 吳素珠女士
- 吳偉光先生
- 吳偉強先生
- 吳榮耀醫生
- 吳澤恒先生
- 李永賢先生
- 李志強先生
- 李秀君女士
- 李家強先生
- 李敏慈女士
- 李綺雯女士
- 李韞兒女士
- 李韻梅女士
- 李艷明女士
- 杜榮健醫生
- 冼少偉先生
- 周永良先生
- 周展材先生
- 周啟明醫生
- 林世豪先生
- 林秀強先生
- 邱旭英女士
- 邱莊儀博士
- 俞仲強先生
- 姚磊博士
- 姚襯嬌女士
- 洪王若雯女士
- 洪偉華先生
- 唐世豪先生
- 夏天生先生
- 徐元龍先生
- 徐劍文先生
- 徐錦全先生
- 袁浩文先生
- 馬婉儀女士
- 馬紹強醫生
- 崔安嫦女士
- 張永強先生
- 張照臻先生
- 梁志文博士
- 梁迅慈女士
- 梁明博士
- 梁俊偉博士
- 梁健明先生
- 梁樂文先生
- 梁耀洪先生
- 莊慧敏醫生
- 莫家良醫生
- 許林慶先生
- 許桂芬女士
- 郭子正先生
- 郭德麟醫生
- 陳金海醫生
- 陳建年先生
- 陳栢基先生
- 陳偉文醫生
- 陳偉亮先生
- 陳健滔先生
- 陳智銓先生
- 陳漢坤博士
- 陳廣添先生
- 陳慧欣女士
- 陳潔珍女士
- 陳曉升先生
- 陳靜思女士
- 陳雙幸教授
- 陸海豪先生
- 傅雅妮女士
- 馮秀珍醫生
- 馮秋盈女士
- 黃一華醫生
- 黃文杰先生
- 黃伯棠先生
- 黃淑貞女士
- 黃熙締女士
- 黃潔明女士
- 黃潔梅女士
- 黃鐵樑先生
- 楊經倫教授
- 源栢樑博士
- 葉俊汶先生
- 葉頌瑜女士
- 董保順先生
- 廖灶英女士
- 廖維滔醫生
- 潘巍教授
- 蔡昭松先生
- 蔡慧敏女士
- 衛志豪先生
- 鄧政中先生
- 鄭育良先生
- 鄭祖鵬先生
- 鄭智聰醫生
- 鄭勤湘女士
- 鄭慧恩女士
- 黎月瑩女士
- 黎衛文女士
- 盧展朗先生
- 盧翠琪女士
- 盧震宇先生
- 蕭美蓮女士
- 蕭粵中醫生
- 賴振宇先生
- 賴偉文醫生
- 龍國璋醫生
- 簡日聰先生
- 簡振開先生
- 聶元風先生
- 顏宏隆先生
- 羅頌堅先生
- 關耀基先生
- 蘇秋明先生
- 龔澤民先生

### 行政長官公共服務獎狀
- 孔榮遠先生
- 莊定賢先生
- 陶輝先生
- 毛莉莎女士
- 王少琼女士
- 王志良先生
- 王穗歧先生
- 丘凱倫先生
- 古今威先生
- 古浩文先生
- 石達青機長
- 朱浩賢先生
- 朱錫源先生
- 老煥霞女士
- 何文龍先生
- 何家儀女士
- 何慧雯女士
- 余舶銘先生
- 余耀榮先生
- 吳志忠先生
- 吳國豪先生
- 吳漢森先生
- 吳臻泰先生
- 呂錦豪先生
- 李玉華女士
- 李兆基先生
- 李伯豪先生
- 李志偉先生
- 李金洪先生
- 杜明彥先生
- 杜威先生
- 杜國康先生
- 汪威遜先生
- 周一鳴先生
- 林敏嫻女士
- 林鴻釧先生
- 施煥權先生
- 馬嘉禧女士
- 高振邦先生
- 區永樑先生
- 張明智先生
- 張堃婷女士
- 張敏傑先生
- 張紹文先生
- 張惠華先生
- 張愛如女士
- 梁子健先生
- 梁永華先生
- 梁仲文先生
- 梁彼得先生
- 梁念基先生
- 梁健邦先生
- 梁領群先生
- 梁錦沛先生
- 莊漢麒先生
- 莫俊傑先生
- 莫慶榮先生
- 許志恒先生
- 許家浩先生
- 陳永譽先生
- 陳冰雪女士
- 陳宇軒先生
- 陳卓銘先生
- 陳家駿先生
- 陳浩明先生
- 陳健國先生
- 陳國良先生
- 陳淑儀女士
- 陳港橋先生
- 陳寶倫先生
- 麥詠芬女士
- 曾少東先生
- 曾正科先生
- 曾宏盛先生
- 曾淑賢女士
- 曾傑昌先生
- 温旭菊女士
- 馮志榮先生
- 馮俊傑先生
- 黃人龍先生
- 黃希烈先生
- 黃榮光先生
- 黃漢斌先生
- 黃錦成先生
- 黃曦陽先生
- 黃耀華先生
- 楊旭亮先生
- 楊鎮波先生
- 廖志傑先生
- 廖國明先生
- 趙子賢先生
- 劉青龍先生
- 劉鳳霞女士
- 劉錦麟博士
- 蔡君誠先生
- 鄧子杰先生
- 黎成就先生
- 蕭嘉豪先生
- 賴重燁先生
- 戴雄健先生
- 薛家豪先生
- 謝振中先生
- 鍾玉麟先生
- 鍾卓文先生
- 鍾慧芬女士
- 鄺浩銘先生
- 羅志輝先生
- 羅智輝先生
- 譚雅靜女士

下列嘉獎人士在應對2019冠狀病毒病疫情的工作方面，貢獻良多，特頒獎狀，以示嘉勉：
- 廖貴興先生，MBB
- 鄺達成先生
- 文偉光先生
- 方浩澄醫生
- 方國基先生
- 方鎮光先生
- 王健民先生
- 司徒美瑤女士
- 石家華先生
- 伍兆麟先生
- 伍婉儀女士
- 朱展香先生
- 朱偉成先生
- 朱雅珊女士
- 朱嘉麗女士
- 江志宏醫生
- 何永禧先生
- 何家慧醫生
- 何惠鸞女士
- 何慶豐醫生
- 何靜婷女士
- 吳金耀先生
- 吳青麟先生
- 吳星桂先生
- 吳嘉威先生
- 李文暄先生
- 李志光先生
- 李偉旋先生
- 李國生先生
- 李榮森醫生
- 李慕燕女士
- 李錦芝女士
- 汪洋先生
- 阮綺雯女士
- 周立根先生
- 周淑芬女士
- 周詠賢先生
- 林玉輝女士
- 林信恩先生
- 林順華先生
- 侯萱婷女士
- 姚凱文先生
- 胡衍任醫生
- 香德婉女士
- 奚安妮醫生
- 孫紹強先生
- 徐煒舜先生
- 翁映娟女士
- 翁美蘭女士
- 翁錦雄先生
- 高筱珊女士
- 張志佳醫生
- 張碧玉醫生
- 張靜女士
- 張駿基先生
- 梁立仁先生
- 梁志誠先生
- 梁振輝工程師
- 梁珮欣女士
- 梁偉民醫生
- 梁嘉銘先生
- 梁蓮碧女士
- 梁耀康醫生
- 郭欣螢女士
- 郭家俊先生
- 郭曉峯工程師
- 陳子顯先生
- 陳佩儀女士
- 陳封林先生
- 陳彥銘先生
- 陳美玲女士
- 陳家榮先生
- 陳國俊先生
- 陳國傑先生
- 陳婉雯女士
- 陳漢光先生
- 陳樹園醫生
- 陶振飛女士
- 陸慶全先生
- 麥之駒先生
- 麥兆娟醫生
- 麥芷欣女士
- 麥芷薇女士
- 彭銘州先生
- 曾敏琪女士
- 曾雅思女士
- 湯永明先生
- 華國基先生
- 馮有德先生
- 馮浩賢先生
- 黃小燕女士
- 黃永浩先生
- 黃志恒工程師
- 黃欣欣女士
- 黃泉權先生
- 黃詠妍機長
- 黃敬文先生
- 黃廣培先生
- 黃駿君醫生
- 楊志高先生
- 楊卓敏先生
- 葉海敏女士
- 趙汝泰先生
- 趙善基先生
- 趙善衡先生
- 劉繼權先生
- 歐浩華先生
- 歐嘉誠先生
- 潘士強先生
- 潘錦鴻先生
- 蔡子鏗博士
- 蔡少姬女士
- 蔡宇飛先生
- 蔡浩然先生
- 蔡敏賢女士
- 蔡惠騰先生
- 衛永賢先生
- 鄧馮淑妍女士
- 鄭國柱先生
- 黎家怡女士
- 黎啟邦先生
- 黎燕婷女士
- 黎穎詩女士
- 盧仕宜先生
- 盧潔崙女士
- 蕭文傑醫生
- 蕭慧儀女士
- 蕭錕材先生
- 蕭錦榮先生
- 謝冰心女士
- 鍾艷女士
- 叢翠儀女士
- 鄺子科先生
- 鄺偉成先生
- 鄺慧賢女士
- 顏偉鳴先生
- 羅育龍醫生
- 羅家麗女士
- 羅頴思醫生
- 蘇建庭先生
- 蘇淑娟醫生
- 蘇智強先生
- 龔健恆醫生